# Plotiště nad Labem
Plotiště nad Labem (německy Zaunfeld) jsou místní část a současně katastrální území statutárního města Hradce Králové, nachází se na severozápadě města. Působí zde komise místní samosprávy Plotiště nad Labem.
Tato oblast je původní zemědělskou obcí, která je dodnes významná intenzivní zemědělskou výrobou, a to pro celé město i okolí (především pěstováním zeleniny). Má většinově charakter příměstské zástavby a žije zde zhruba dva tisíce obyvatel. Mezi místní obyvatele a patrioty se počítá i bývalý královéhradecký primátor Otakar Divíšek.

## Geografie
Městská část Plotiště nad Labem se nachází severozápadně od centra města Hradce Králové. Sousedící obce a městské části jsou Předměřice nad Labem, Bříza, Světí, Plácky, Svobodné Dvory, Kukleny, Pražské Předměstí ad.

## Zajímavosti a pamětihodnosti
Celé okolí Plotišť je významné zejména svými četnými archeologickými objevy, pocházejícími již z doby paleolitu. Nejvýznamnější objevy však pochází až z doby římsko-germánské, kdy se zde rozkládalo rozsáhlé sídliště a pohřebiště germánských obyvatel. V současnosti je významnou památkou Plotišť barokní kostel sv. Petra apoštola, postavený roku 1788. Ještě o rok starší je kaplička sv. Isidora, stojící před zmíněným kostelem.

## Dějiny

### Nejstarší dějiny
Název „Plotiště“ byl pravděpodobně odvozen od nějaké prastaré obce „znamenitě plotěné a ploty ohrazené“. Původně se však mohlo jednat i o název „plodiště“, což by bylo jméno odvozené od kvalitní a dobře plodící půdy.
První lidé zde žili nejméně před 25 tisíci lety, kdy pleistocenní lovci a sběrači následovali stáda mamutů a jiné velké zvěře. Z této doby se zachovaly archeologické nálezy v podobě kostěných artefaktů a pazourkových škrabáků. Další vlna osídlení následovala ve starší době bronzové, zhruba v rozmezí 4000–3000 let př. n. l. Sídelní jámy z tohoto období představují naleziště střepů nádob, různých šperků, a také kosterních ostatků (např. někdejší Součkova cihelna a písníky Hrochov a Machatého). Mezi vzácné nálezy patří také bronzové milodary a jantarové korále, objevené v některých hrobech. Zhruba ve stejné době (období 2000–1500 př. n. l.) vznikla významná obchodní cesta, která tuto lokalitu protínala. Vedla směrem od dnešního Náchoda přes Jaroměř do Hradce Králové skrz pohraniční lesy. V době železné a pozdější době římské bylo okolí dnešních Plotišť osídleno germánskými kmeny, jejichž bohatě vybavené hroby byly na polích za obecními statky zkoumány na přelomu 70. a 80. let minulého století.

### Středověk
Z doby slovanského osídlení existují první věrohodné archeologické informace až k 10. století n. l. Tehdy bylo toto území stejně jako většina východních Čech součástí panství rodu Slavníkovců. Centrem celé oblasti byl samozřejmě tehdy vznikající Hradec Králové, který jako „podřadnější tvrz při soutoku Labe a Orlice“ dominoval širokému okolí. Lidé se postupně usazovali pod tímto centrem, klučili lesy a pásli dobytek. Plotiště patřily vzhledem ke své kvalitní půdě k dlouhodobě preferovaným lokalitám již od pravěku, proto nebyly přehlíženy ani starými Slovany.

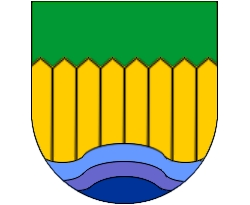
Znak Plotišť

Poté, co čeští panovníci získali královský titul, se Plotiště staly součástí Hradce Králové a zároveň tedy královským majetkem. V roce 1225 byl Hradec Králové Přemyslem Otakarem I. povýšen na město a osada Plotiště mu byla darována „aby důchodu z ní mohl požíti ke zvelebení svému“. V tehdejší době zde již existovaly svobodné dvorce. Roku 1225 se však s darováním Plotišť městu stali všichni obyvatelé této osady (nebyli-li svobodnými měšťany hradeckými nebo rytíři) poddanými vrchnosti s povinností robotovat na jejích panstvích. „Obec Poddanoplotišťská“ zůstala pak pod tímto názvem až do roku 1920, přičemž byla spravována vlastním rychtářem. Ještě během 13. století vznikl v Hradci klášter řádu minoritů (Menších bratří) u sv. Jana Křtitele vedle hradu. Příslušníci tohoto církevního řádu v následujícím období obstarávali náboženské služby i pro Plotiště.
Těžké období dopadlo na celé české království po smrti krále Přemysla Otakara II. v roce 1278. V roce 1281 se navíc přidala veliká neúroda a hladomor. Jen v tomto a následujícím roce pak zemřelo v Čechách dohromady na 600 tisíc[zdroj?] lidí (což je vzhledem k početnosti tehdejší populace téměř neuvěřitelné číslo). Jedním z opatření, které k opětovnému nabytí financí zvolil nový král Václav II., bylo uvalení daní na pozemky v okolí měst, a to včetně Hradce. Plotiště pochopitelně nepředstavovaly žádnou výjimku.
Manželkou Václava II. byla původem polská královna Eliška Rejčka, která je významnou měrou spojena právě s Hradcem. V srpnu roku 1308 si Eliška zvolila tehdejší Hradec nad Labem za své sídlo a učinila jej Hradcem Králové, druhým nejvýznamnějším městem království po Praze. Eliška zde pobývala mnoho let a mj. také finančně pomáhala při stavbě katedrálního chrámu sv. Ducha, který se stal novou dominantou města. Poddaní ji však údajně vnímali jako zlou macechu, „vymáhající i peřiny“. Během mnoha stavebních a opevňovacích projektů v této době se nadřeli jistě i plotištští poddaní.
Až do doby „Otce vlasti“, českého krále a římského císaře Karla IV. (vládl 1346–1378) nebyl Hradec dlážděn. Aby bylo možné dláždění financovat, nechal král vybírat mýtné z každého koně a vozu s obilím směřujícího do města, poprvé tak u hradeckých bran platili i obyvatelé Plotišť. Zajímavostí je, že v lednu roku 1348 bylo v Hradci zaznamenáno slabší zemětřesení. V době po úmrtí Karla IV. však živly řádily ještě více. Město i okolí poničily několikrát požáry a v zimě panovaly často velké mrazy. Například v roce 1407 dle pramenů lidé po cestách mřeli a led dosahoval síly o velikosti člověka. Jeden dvůr byl přestavěn na tvrz a majetkově spojen se vsí Bříza. Tvrz zanikla beze stop a nebyla nalezena
V době husitských válek patřilo Hradecko k nejdůležitějším centrům husitů. Když se král Zikmund v červnu roku 1420 dozvěděl o dobytí města husity, vedenými knězem Ambrožem, vydal rozkaz místním zemanům k útoku. Ti se však pouze přiblížili s asi 10 tisíci muži a usadili se míli od hradeb v osadě Plotišť. Jak napsal literát Bohuslav Balbín: „Oni položili se v Plotišť, čtyři neděle obležení strávíce, častěji od zdí odehnáni, potom nic nepořídivše, odstoupili.“ Husitské války však byly teprve ve svých počátcích…
Husité zůstali pány Hradce Králové až do roku 1437, kdy se všechna města království podrobila králi Zikmundovi. Právě Hradec a jeho okolí vzdorovaly ze všech nejdéle. Je jisté, že i z Plotišť se rekrutovala řada husitských bojovníků, neboť na památné tábory na Orebu (u dnešních Třebechovic) se v letech 1419–1420 scházeli lidé z širokého okolí. Do bratrstva Orebitů, v jejichž čele stál v letech 1423–1424 slavný Jan Žižka, patřili i Plotišťští. Členy tohoto uskupení byli ostatně mnozí vesničtí obyvatelé „hradeckého zboží“, tj. poddaných vesnic města. Že byli hradečtí výbornými bojovníky, ukazuje právě fakt, že se toto východočeské sídlo vydrželo bránit nejdéle ze všech českých měst. Hradečtí se však kromě obrany účastnili také výpadů, když například v roce 1427 podnikli spolu s dalšími východočeskými hotovostmi vojenskou výpravu do Slezska. Poté, co město připadlo roku 1437 Zikmundovi, věnoval jej věnnou zástavou i s rychtou a vsí Plotiště své manželce Barboře. Ve stejném roce se u nynějších Plácek a Věkoš objevilo v rameni Labe nebývalé množství lososů, které lidé ubíjeli oštěpy a sekerami „jako jinou zvěř“.
Husitské války však stejnou měrou poškozovaly celé území Čech a po jejich konci byla země do značné míry zplundrovaná. Ve 30. letech 15. století navíc přišlo několik silných mrazů a objevily se epidemie moru. Jen během několika měsíců roku 1439 například pomřelo na mor 51 tisíc lidí, což představovalo v tehdejší době významné procento populace. V dobových zprávách se lze dočíst, že: „koho jed morní podjal, takový ležel a spal 3 dni a noci a jakž procitl, ihned k smrti pracoval“. V Hradci v té době zemřelo 150 žáků, nepočítaje dospělé osoby.

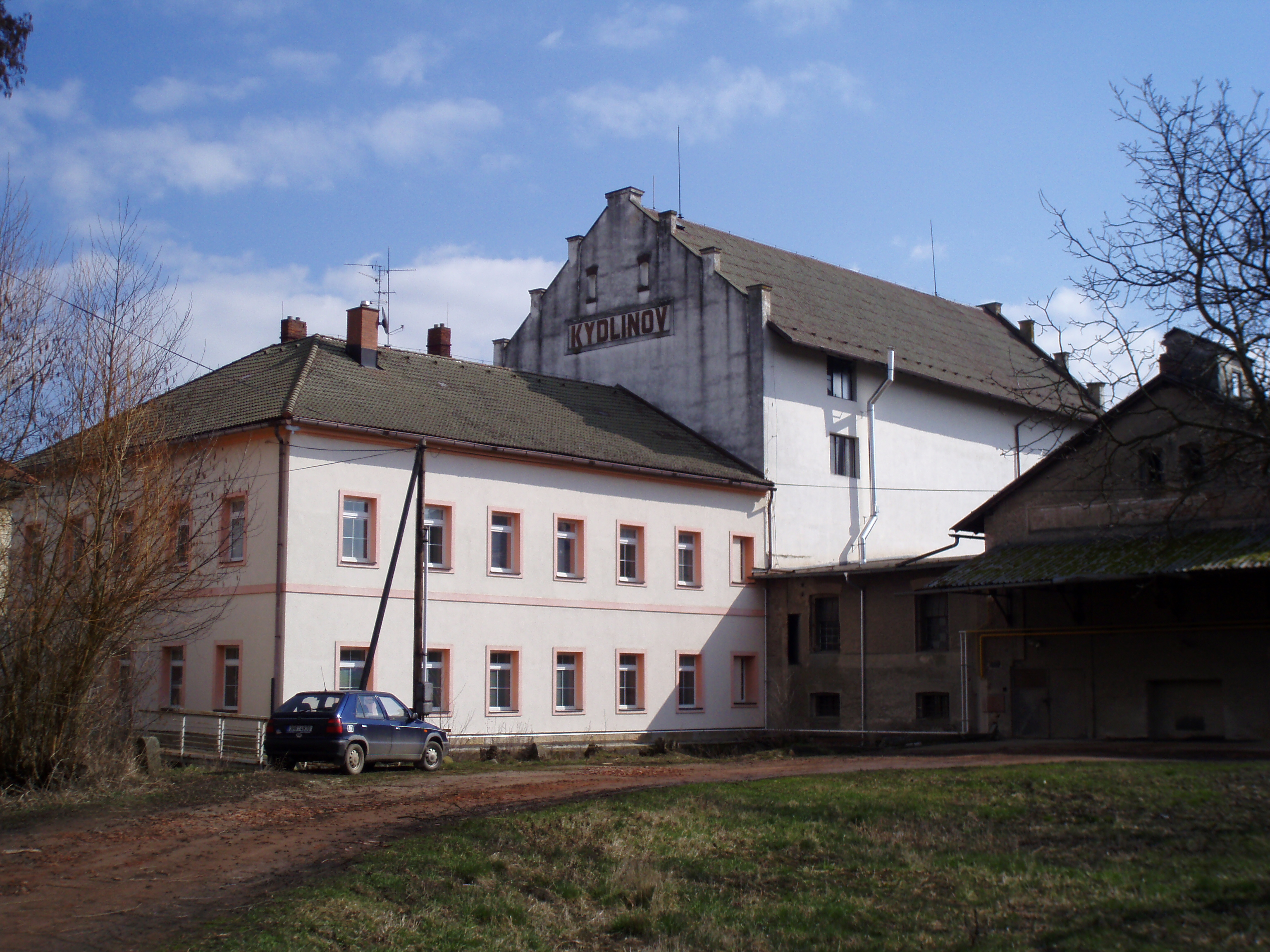
Statek Kydlinov (2009)

V průběhu 15. století se lze již běžněji setkat se jmény majitelů dvorů a popluží v Plotištích, například roku 1450 to byl Petr z Plotišť, o něco později měšťané Kydlinové, v roce 1468 vlastnil tvrz i poplužní dvůr Řehoř z Plotišť atd. V roce 1488 se k 7. únoru odehrála „pře a ruoznice“ mezi jakýmsi Vojslavem ze Skaličky a hradeckými měšťany o louku v Plotištích. Tento spor se pak táhl další rok a skončil smírnou dohodou. Roku 1495 byla kolem Hradce veliká povodeň, která poničila většinu úrody, a nastal další z mnoha hladomorů. Koncem století se o svá práva začínali hlásit vyšší stavové (páni a rytíři) a osobovali si některé výsady. Roku 1498 se tak Hradec Králové dostal se šlechtou do sporu o vaření piva. Páni vařili ve vlastní režii na velkostatcích a zakazovali poddaným bráti pivo z městských pivovarů. Následovala neklidná léta rozbrojů, umocněných loupeživými nájezdy městského i panského vojska po vsích. Teprve roku 1517 byla sjednána Svatováclavská smlouva, řešící tyto nepříjemné a zdlouhavé spory.

### Novověk
Roku 1507 byla tak veliká úroda, že ceny obilí výrazně poklesly a „častokráte dražší pytel býval, než v něm obilí“. O dva roky později však zachvátil město velký požár, který zničil 32 domů, faru, školu a dokonce také jednu věž kostela sv. Ducha i se zvony. Několik let nato však již Hradci stál mlýn na prach, továrna na náboje, kusy a pušky. Jen roku 1516 zde bylo údajně vyrobeno 24 kusů děl. Dne 19. července 1536 Hradec opět vyhořel, tentokrát však mnohem důkladněji – stát zůstalo jen 25 domů a shořel i pranýř před radnicí, stojící poblíž kašny.
V této době (před rokem 1540) již měla dvůr v Plotištích Dorota Kydlinová. Mikuláš Kydlín zde roku 1538 udělal mlýn na struze, „kterou povolil obci hradecké vésti vodu na rybník Březhradský z Labe v Předměřicích“. Je pravděpodobné, že původní mlýn Kydlinov, od nějž se tak nazývala celá místní lokalita (na území pozdější místní části Plácky), stával na místě č. 31, 32, 78, 79 (údaje k roku 1938). Výsadní krčma je nynější hostinec „Na Velké“ a cihelna – Součkova-Srdínkova, v níž se cihly pálily ještě primitivně v pecích na volném prostranství. Původní mlýn Kydlinov stával na Melonce, neboť v době jeho vzniku nebylo ještě velkého ani malého náhonu. Melonka má název odvozen podle toho, že se její vodou dříve mlelo.
V roce 1547 se Hradec Králové připojil k dalším odbojným městům, která nevytáhla na pomoc habsburskému českému králi Ferdinandovi I. Město pak bylo potrestáno daněmi a odebráním privilegií i statků, včetně obce Plotišťské, která od 21. července přestala platit za „zboží hradecké“. Hradec pak musel postupně skupovat někdejší majetek zpět, nikdy však již nedosáhl původního bohatství a někdejšího stavu majetku.
Dle královského povolení byl ve městě konán první trh o dobytku koňském 9. května roku 1580. Toho roku k nám byla také zavlečena chřipka či „nemoc španělská“ ze sousedního Slezska. O rok později přisluhoval kněz Havel od sv. Anny ke kostelu sv. Petra, pod jehož duchovní správu patřili také obyvatelé Plotišť. Ti se 22. března roku 1583 tázali: „jakou vděčnost k správci duchovnímu, knězi Havlovi od sv. Anny, který jim slovem božím slouží, prokazovati mají“. Odpovědí jim bylo, že mimo úcty jen „po korci žita anebo pšenice každý rok rádi dáti chtějí a nepřítomné k tomu námluvy“. V té době byli obyvatelé Plotišť ještě utrakvisté (vyznávali pod obojí). V letech 1584 a 1586 ohrožovaly Plotiště další dvě epidemie moru, z toho druhá zachvátila sousední Předměřice nad Labem nebývalou měrou.
4. listopadu roku 1588 prodala obec hradecká Kydlinovský mlýn do užívání panu Jiřímu Vosickému, mlynáři poddanému Rudolfovi ze Stubenberka z Nového Hradiště nad Metují, za 4000 kop grošů českých. Podmínkou bylo, že se stane poddaným Hradce Králové. Zatímco roku 1590 bylo velké sucho a pro opadnutí vody na Labi nemohly pracovat ani mlýny, o rok později naopak udeřila „povodeň hrozná a nebývalá svatojánská“. Lidem zvláště na Pražském předměstí tato voda „kamna pobrala, ploty zbořila a sklípky pod zemí podebrala“, k obecné pohromě se přidalo také místní rabování.
Koncem 16. století opět hrozilo, že Turci vtrhnou od východu až na Moravu, proto byla po celém kraji sbírána hotovost. Stálým najímáním žoldnéřů však ubývalo osedlých obyvatel ve městech i vesnicích. Častými kontribucemi, sbírkami a povinnostmi vůči vojsku selský lid zchudl a ocitl se ve velmi špatném postavení. To ostatně trvalo i celou pozdější dobu, až do stavovského povstání a nešťastné bitvy na Bílé hoře 8. listopadu roku 1620. Následkem prohry byl mimo jiné také příchod jezuitů do Hradce Králové a po více než dvou staletích také přesun kostelů do rukou katolíků. Nad většinou Evropy se však již stahovala mračna strašného konfliktu v podobě třicetileté války.

### Nejnovější dějiny
Plotiště byly samostatnou obcí až do roku 1942, kdy se staly součástí tzv. Velkého Hradce Králové, a následně opět od roku 1954, kdy se osamostatnily. Součástí Hradce Králové se definitivně staly od 26. listopadu roku 1971. Součástí katastru Plotišť byla dříve také místní část Plácky a spolu s ní i lokalita nazývaná Kydlinov, stejně jako osada Kobylí Doly, která však zanikla.

## Průmysl
- Na okraji Hradce Králové se nachází průmyslový areál bývalého ČKD Hradec Králové. V roce 1941 zde fungovaly slévárny pro letecký průmysl, které se značně zapojovaly do zbrojní výroby Třetí říše. Po druhé světové válce byly slévárny znárodněny a připojeny pod Škodovy závody. Výroba byla zaměřena především na mostní konstrukce. V dobách socialismu se areál n. p. ČKD stal samostatným podnikem, který vyráběl a dodával do celého světa lodní a vlakové motory. Společnost Finapra, která se stala novým majitelem rozhodujících nemovitostí areálu v roce 2012 plánovala rozsáhlý projekt na revitalizaci areálu s názvem Industrial Park Hradec Králové a chtěla navázat na tradici výroby motorů. Od nového projektu si slibovala přilákat nové investory a zvýšit tak počet pracovních míst.[8]
- Bratři Zikmundové, benzinová čerpací stanice v Hradci Králové